# Nowrozabad
Nowrozabad è una suddivisione dell'India, classificata come nagar panchayat, di 22.401 abitanti, situata nel distretto di Umaria, nello stato federato del Madhya Pradesh. In base al numero di abitanti la città rientra nella classe III (da 20.000 a 49.999 persone).

## Geografia fisica
La città è situata a 23° 23' 25 N e 80° 58' 00 E.

## Società

### Evoluzione demografica
Al censimento del 2001 la popolazione di Nowrozabad assommava a 22.401 persone, delle quali 11.621 maschi e 10.780 femmine. I bambini di età inferiore o uguale ai sei anni assommavano a 3.456, dei quali 1.813 maschi e 1.643 femmine. Infine, coloro che erano in grado di saper almeno leggere e scrivere erano 13.240, dei quali 7.950 maschi e 5.290 femmine.